# Alianza de Intelectuales Antifascistas

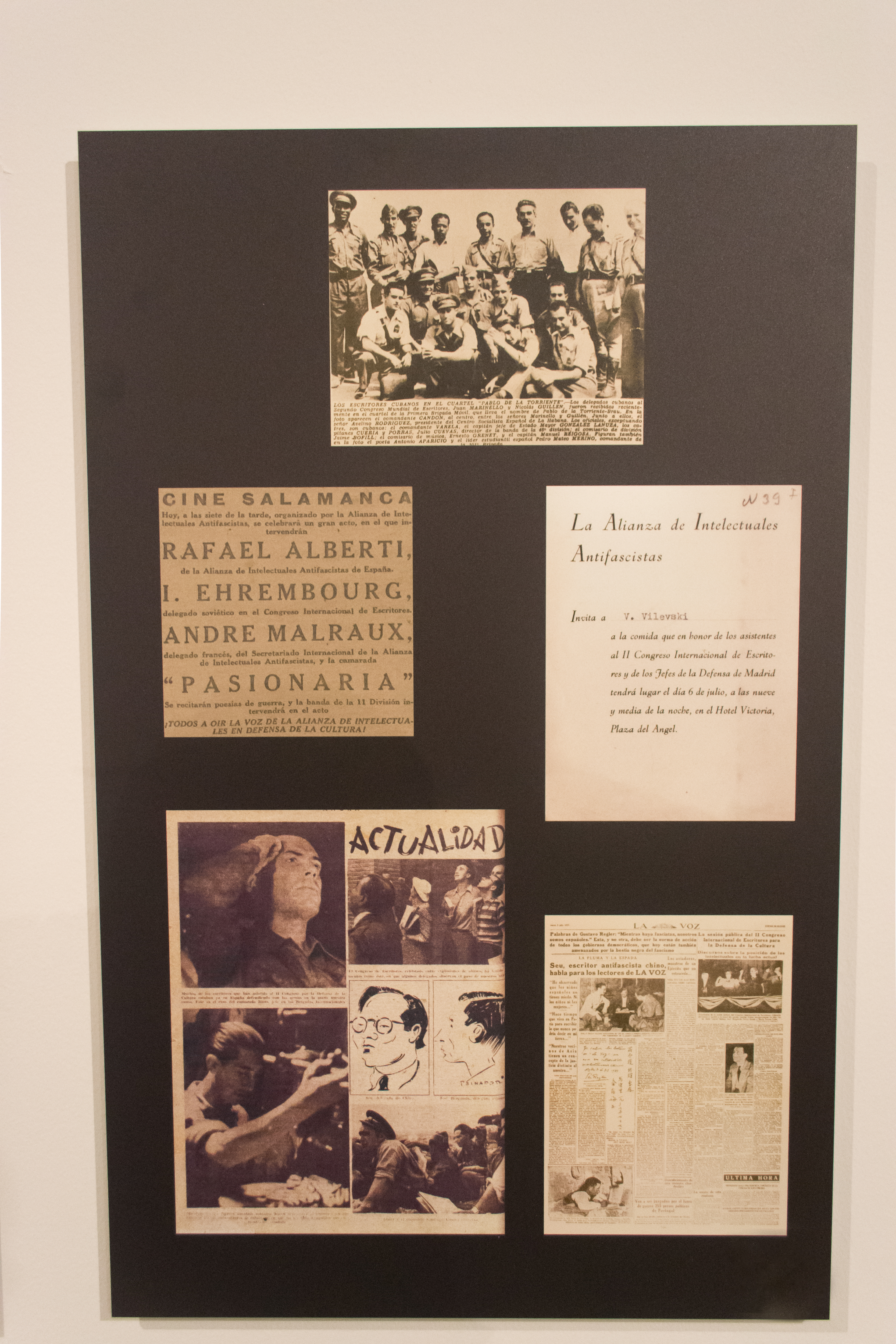
Zeitungsausschnitte der Ausstellung für die Verteidigung der Kultur, Centro del Carmen in Valencia 2017

Die Allianz der antifaschistischen Intellektuellen für die Verteidigung der Kultur (spanisches Original: Alianza de Intelectuales Antifascistas para la Defensa de la Cultura, seltener: Alianza de Escritores Antifacistas para la Defensa de la Cultura, kurz: Allianz der antifaschistischen Intellektuellen) war eine zivilgesellschaftliche Organisation, die sich nach Ausbruch des Spanischen Bürgerkrieges am 30. Juli 1936 gründete. Das Bündnis war zunächst in Madrid angesiedelt und wechselte mit der Regierung der Zweiten Spanischen Republik nach Valencia.

## Historie
Die Ursprünge der Organisation liegen im ersten Kongress antifaschistischer Autoren und der Gründung des Internationalen Schriftstellerverbandes zur Verteidigung der Kultur (AIEDC) 1935, die mit Unterstützung zahlreicher spanischer Delegierter erfolgte.
Die Allianz der antifaschistischen Intellektuellen war als Athenäum organisiert, das diverse Komitees und Abteilungen für verschiedene Themenfelder besaß. Ergänzend zur generellen kulturellen und soziopolitischen Aktivität wurden Manifeste, Reden und Aufrufe gegen den durch Franco, die Falangisten und die Streitkräfte verkörperten Faschismus verfasst.
In der Allianz gingen auch andere Gruppen auf, beispielsweise die Union proletarischer Schriftsteller und Künstler als eine Gruppe linker Aktivisten aus Valenzia, sowie die Accio d'Art, eine Gruppe regionalistischer Dissidenten der Gesellschaft der Schönen Künste in Valencia.
Die Allianz veröffentlichte Bulletins und Magazin, von denen das erste, Milicia Popular, am 30. September 1936 erschien. Daneben erschienen auch diverse dokumentarische Kurzfilme aus den Reihen der Mitglieder. Die bekannteste Veröffentlichung war die bis 1939 erscheinende El Mono Azul, eine Zeitschrift, an der auch Pablo Picasso illustratorisch beteiligt war. Die Aktivitäten waren vielfältig und auch an ein internationales Publikum gerichtet. Den größten Einfluss hatte der II. Internationale Kongress antifaschistischer Autoren für die Verteidigung der Kultur, der vom 4. bis 17. Juli 1937 in Valencia, aber auch im fast vollständig besetzten Madrid, sowie in Barcelona und zuletzt in Paris stattfand. Die Veranstaltungen in Paris sollen durch die Sowjetunion kofinanziert worden sein.

## Mitglieder
Zu den Mitgliedern gehörten unter anderem María Zambrano, Rafael Alberti, Miguel Hernández, José Bergamín, María Teresa León, Rosa Chacel, Luis Buñuel, Luis Cernuda, Pedro Garfias, Juan Chabás, Rodolfo Halffter, Ramón J. Sender, Emilio Prados, Manuel Altolaguirre, Max Aub, Plaja und Rafael Morales.
Zu ausländischen Schriftstellern, die mit der Allianz zusammenarbeiteten, gehörten Pablo Neruda, Nicolás Guillén, Ernest Hemingway, César Vallejo, Raúl González Tuñón, André Malraux und Louis Aragon. Auch Octavio Paz und Elena Garro bewegten sich im Kreis der Allianz.

## Rezeption
Die Allianz antifaschistischer Intellektueller wurde früh als eines der wichtigsten Bündnisse der spanischen Intelligenz im Widerstand gegen den Faschismus gewertet, in dem sich die typische Heterogenität liberalen Bürgertums und linker Strömungen niederschlug, die auch den weiteren Verlauf des Spanischen Bürgerkriegs bestimmte. Kritiker wie Günther Schmigalle merkten dabei Anfang der 1980er-Jahre an, dass sich das Konzept der Verteidigung der Kultur dabei auch zur Selbstdarstellung einer intellektuellen Elite geeignet habe, die ihre Mission in der Erziehung und Aufklärung der Masse gesehen hätte, und ihr tatsächlicher Einfluss gegen den Faschismus damit bisher kaum bewertet werden könne.